# 丼ぐり。
『丼ぐり。』（どんぐり。）はRYU-TMR作のギャグ漫画。『コミックメガストアH』2004年12月号から2008年2月号まで連載されていた。現在、コアマガジンから単行本全2巻が発行されている（掲載誌は成人向けであるが、本作コミックスは成人指定されていない）。
当初は4コマ漫画だったが、掲載ページが4ページから8ページに倍増したのに伴い、一話完結のストーリー漫画となった。ロールプレイングゲームのパロディが多いが、時折辛らつな時事ネタが登場することもある。

## 主な登場人物

### パーティーズ
ぐりをリーダーとして連載第1回目に結成された集団。特にこれといった目的は持っておらず、日頃はファミリーレストランでドリンクバーを殲滅したり、ぴゅう太の家にたむろしたりするなど、他人に迷惑をかける行為しかしていない。
高天原ぐり（たかまがはら-）
パーティーズのリーダー。女子高生。常識人だが、変人を引き寄せる体質のため、やっかいごとによく巻き込まれる。同級生によく告白するが、いつも振られる。1度、南の島に行った時、地元の原住民の青年に知らずに求婚の行動（猫耳を渡す）をとってしまい、その青年と結婚させられそうになるが、青年がバンジージャンプに失敗して、墜落死してしまったため、結婚は免れた。
ぐらという妹がいる設定だが、妹が1度も登場しないまま、連載が終わってしまった。
広瀬よしみ（ひろせ-）
ぐりの同級生で親友。ぐりのことが好きだが、本人は百合であることを否定している。しかし、ぐりに告白された時（実は単に誤発注した掃除機を買わせようとしただけなのだが）には、まんざらでもないそぶりを見せた。ぐりに対する好意が高じたためか、「ぐり」（または「くり」）という言葉がついたものが好き。ぐりの願いを叶えるために骨を折り、異様な能力を発揮するが、たいてい裏目にでる。名前は作者のアシスタントからとられた。
天野真鈴（あまの まりん）
ぐりの同級生。海女見習い。磯メガネを常に身につけている。5歳の時から受けた姉による修行がトラウマになり、未だにかなづち。アメフラシのアメリアをペットにしていたが、「かわいくない」という理由でよしみによってミニイルカのラッセンにペットを取り替えられた。海女ブームを引き起こすべく、作者によって度々ストーリーの中心に据えられたが、結局海女ブームを引き起こすことなく連載は終わった。
詩子（うたこ）
路上詩人になるべく修行をしている女性。本業は保育士。大きな筆を持ち歩いている。詩人らしい行動はほとんどない。パーティーズの目的として、街中に落書きしてまわることを提案するなど、教育者とは思えない言動が多い。しかし、職場では子供思いの良い先生として活動している。
マジシャン黒田（-くろだ）
中国系マジシャン。不法就労の外国人。マジシャンの他に喫茶店の経営や海賊商品の輸入業も行っており、羽振りは良い。危険なマジックに挑戦してはことごとく失敗する。団塊世代の元サラリーマンたちを地下で働かせている。
リアルシーフ
名前の通り、本物の泥棒。ピッキング技術に優れ、鍵をなくした時などに重宝されるが、警察に捕まることもたびたび。家族思い。
ファイター
力士上がりの格闘家。戦績はかなり悪い（1勝7敗）。主に年末の試合で派手にぶっ倒れることで、一部にコアなファンを持っている。そのパワーがメンバーのために役に立ったことはほとんどない。
獣崎亜仁真（けものざき あにま）
パーティーズ準レギュラー。小学4年生。獣使いで、動物と会話することが出来る。情操教育の一環として詩子の勤務先の幼稚園に招かれ、園児たちに動物を見せたり、遠足に同行したりしたが、獰猛な動物を呼んだり、コアラの袋に弁当を詰め込んだりして、逆に園児たちにトラウマを残した。趣味はペットの調教。特技はペットの異種交配。

### その他

#### 人間
ぴゅう太（-た）
亜仁真の同級生。かなり貧しい家庭の子供で、掘っ立て小屋のような家に住み、自然災害のたびに家が破壊される。「昭和の子供」継承者で、昭和時代の子供のような言動が多い。また、クリスマスのプレゼントとして、現在では市販されていない昭和時代のおもちゃをもらう。虫王を実の祖父のように慕っているが、自分の身に危険が迫っている時には容赦なく見捨てる。
囲伊田（かこいだ）
ぐりの同級生で、ぐりの思い人。バレンタインデーの日に、よしみにそそのかされたぐりによって上履きに溶けたチョコを入れられたことを根に持っている。後に生粋のロリコンであることが判明し、カラオケボックスに閉じ込められた上、ぐりによってバルサンで燻された。
T村（-むら）
ぐりの同級生で、ぐりの思い人。ぐり曰く、ルックスも良く性格も良い。ぐりのことを振ったが、その直後、よしみによってぐりが好きになるよう洗脳された。モデルは作者自身。
天野舞流（あまの まいる）
真鈴の姉。現役の海女。海女志望の人に無駄に厳しい試練を課す。また、酒癖が悪く、酔って海水浴場を爆破したことがある。
ミチヒロ
詩子の同僚の保育士。詩子のことを狙っているが、詩子には気づかれていない。外見はさわやかだが、心の中ではいやらしいことを考えている。
ウメ
駄菓子屋梅屋の主人。83歳。ぐりに地獄妖精について詳しい知識を授けた。アメリアを糞と間違えて、処理しようとする。

#### 人間以外
虫王（むしおう）
自称・昆虫界の王。カブトムシの形をした老人。他人思いの性格をしており、特にぴゅう太の危機の時に駆けつけ、助けようとするが、人の良さを逆に利用されて、ひどい目にあわされることが多い。
ヘル見沢ピク子（-みざわ-こ）
極楽蝶。もともと「呪いの人生スゴロク」の管理者だったが、真鈴の命と等価交換され、冥府に送られた。その後、地獄妖精となったが、ぐりに命を助けられたことに恩義を感じ、ぐりにつきまとった。ぐりに名前を与えられ、成仏したが、その後もぐりにつきまとっている。憎い人間を包丁で刺殺してくれる。餌はんまい棒。
ヘル見沢パピ子（-みざわ-こ）
極楽蝶。ピク子の妹。卵の時に他人の運気を吸い取って孵化した。毒殺が得意。ピク子と同じく餌はんまい棒。
アメリア
真鈴が飼っていたアメフラシ。海女強化月間中に「かわいくない」という理由でペットの座を追われ、ラッセンに体のほとんどを食べられた。後に再生するが、真鈴にハンバーガーと間違えられてかじられた。今でもラッセンとどちらが真鈴の寵愛を得ているか競っている。近づくと生臭い。
ラッセン
真鈴が飼っているミニイルカ。外見は愛らしいが、性格は凶暴で意地悪。アメリアを失って嘆いていた真鈴も、今ではラッセンをペットとして可愛がっている。